# Implant zębowy
Implant zębowy, często błędnie nazywany stomatologicznym – zastępuje korzeń brakującego zęba. Wykonany najczęściej z tytanu (rzadziej z cyrkonu), w kształcie walca lub lekko ściętego stożka. W przypadkach wąskiej kości może mieć kształt klina.  

## Leczenie i diagnostyka

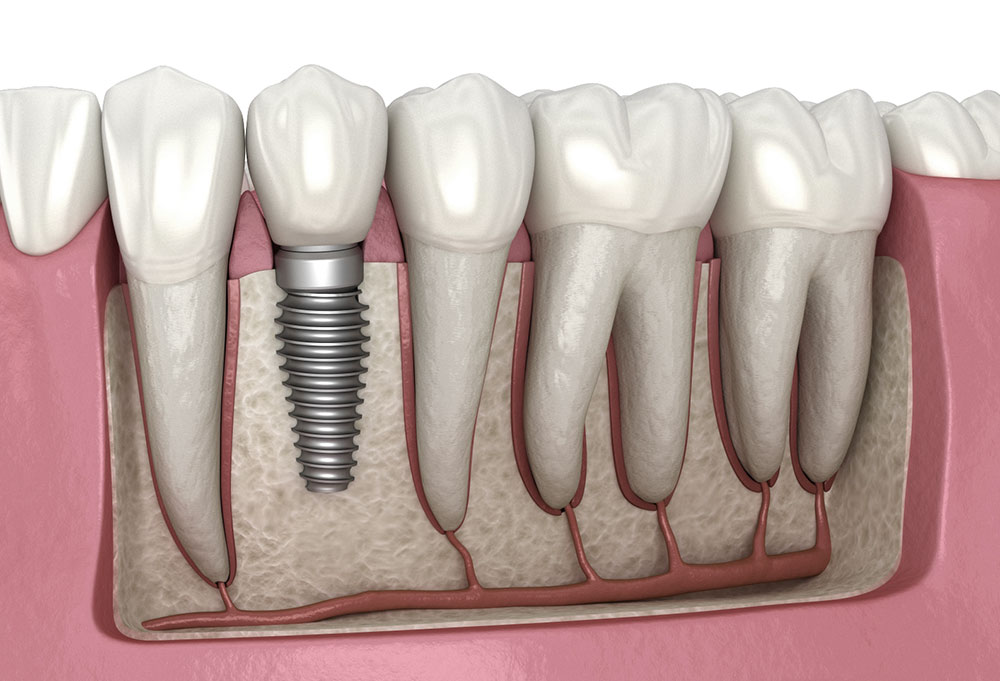
Korona protetyczna na implancie wszczepianym w kość

Aby prawidłowo zaplanować leczenie - niezbędna jest odpowiednia diagnostyka. Polega ona na ocenie stanu jamy ustnej u pacjenta, a następnie wykonaniu badania stożkowej tomografii komputerowej. Na tej podstawie planowane są miejsca i liczba implantów. Przed założeniem implantów wykonywane jest znieczulenie. Następnie lekarz przygotowuje miejsce pod implant za pomocą specjalnych wierteł. Po wykonaniu implantacji należy odczekać na wgojenie implantu, czyli trwałe połączenie jego powierzchni z tkanką kostną. Trwa to od kilku tygodni do kilku miesięcy i zależy przede wszystkim od indywidualnych warunków, takich jak ilość i gęstość tkanki kostnej. W niektórych przypadkach można wykonać tymczasową natychmiastową odbudowę protetyczną, czyli założyć koronę na implancie bezpośrednio po jego założeniu. Jednak muszą tu być spełnione odpowiednie warunki, wśród których jednym z najważniejszych jest stabilność założonego implantu. Po całkowitym wgojeniu następuje faza odbudowy protetycznej. 
Implanty, poza wykonywaniem na nich koron lub mostów, mogą służyć także jako elementy stabilizujące protezy wyjmowane, których stabilizacja odbywa się za pomocą specjalnych zatrzasków, co poprawia zdecydowanie komfort pacjenta.

## Rodzaje implantów zębowych
Istnieje kilka rodzajów implantów stomatologicznych, z których najczęściej stosowane są implanty endoosseous (wszczepiane w kość), subperiosteal (umieszczone na kości) oraz transmukozalne (umieszczone pod dziąsłem).
1. Implanty endoosseous. Są to najpopularniejsze i najczęściej stosowane implanty stomatologiczne. W tej metodzie implanty są bezpośrednio wszczepiane w kość szczęki lub żuchwy. Mogą mieć postać śrubowatych implantów, które są wkręcane w kość, lub też implantów typu płytkowego, które są wprowadzane w wydrążone miejsce w kości. Po zagojeniu implantu, na nim jest montowana proteza zębowa, tak aby tworzyła naturalny wygląd zęba.
2. Implanty subperiosteal.Ten rodzaj implantu jest stosowany, gdy kość szczęki lub żuchwy nie jest wystarczająco zdrowa lub nie ma wystarczającej ilości kości, aby umieścić implant endoosseous. W tym przypadku implant jest umieszczany na kości, ale pod dziąsłem. Specjalnie zaprojektowana struktura implantu subperiosteal dostosowuje się do kształtu kości, co umożliwia utrzymanie protezy zębowej.
3. Implanty transmukozalne. Ten rodzaj implantu jest stosowany w przypadku braku wystarczającej ilości miejsca na wszczepienie implantu endoosseous. Implant transmukozalny jest umieszczany pod dziąsłem, ale nie penetruje kości. Zamiast tego, korona zęba jest umieszczana bezpośrednio na tym implantcie, a nie na korzeniu zęba.